# Echinolittorina arabica
Echinolittorina arabica is een slakkensoort uit de familie van de Littorinidae. De wetenschappelijke naam van de soort is voor het eerst geldig gepubliceerd in 1990 door El Assal.